# Manga Action
Manga Action (jap. 漫画アクション, früher Shūkan Manga Action) ist ein japanisches Manga-Magazin, das sich an ein junges männliches Publikum richtet und daher zur Seinen-Kategorie gezählt wird.
Es erscheint seit 1967 beim Verlag Futabasha und gilt als erstes echtes Seinen-Magazin. Bis zum 30. September 2003 erschien es wöchentlich trug daher auch Shūkan im Namen. Nach einer Auszeit, erscheint die Manga Action in ihrer heutigen Form seit dem 8. April 2004 zweimal im Monat. 2010 verkauften sich die Exemplare je etwa 200.000 mal.
Schwestermagazine sind Gekkan Action und das Yonkoma-Magazin Manga Town, früher auch die Magazine Action Hero und Action Pizazz.

## Serien (Auswahl)
- 009-1 von Shōtarō Ishinomori
- Bannō Bunka Nekomusume von Yūzō Takada
- Crayon Shin-Chan von Yoshito Usui
- Cutie Honey Tennyo Densetsu von Go Nagai
- Der Feuerball von Katsuhiro Otomo
- Gokudō Meshi von Shigeru Tsuchiyama
- Inside Mari von Shūzō Oshimi
- Lone Wolf & Cub von Kazuo Koike und Gōseki Kojima
- Lupin III von Monkey Punch
- Lupin Sansei von Monkey Punch und Naoya Hayakawa
- Jarinko Chie von Etsumi Haruki
- Joshi Kōsei von Towa Ōshima
- Okitenemuru von Hitori Renda
- Old Boy von Garon Tsuchiya und Nobuaki Minegishi
- Ousama Game – Spiel oder stirb! von Nobuaki Kanazawa und Hitori Renda
- Shamo von Izō Hashimoto und Akio Tanaka
- Tsumi to Batsu: A Falsified Romance von Naoyuki Ochiai